# 국립암센터 연구소
국립암센터연구소(國立癌─硏究所, National Cancer Center Research Institute)는 경기도 고양시 일산동구에 있는 국립암센터 산하의 연구소이다. 현재 국립암센터 연구소는 공익적 핵심 암 융합 연구, 정밀의학 실현 암 기반 연구, 근거기반 전주기적 암관리 연구, 공공 개방형 암 연구 인프라 운용 등 4대 중점 연구주제를 도출하여 부속병원, 국가암관리사업본부등과유기적인 협조체제를 구축하여 연구를 수행하고 있다.

## 연혁
- 2001. 연구소 개소
- 2005. 연구동 개관
- 2007. 종양은행, 실험동물실 등 신설
- 2010. 면역세포치료사업단 설치
- 2011. 국가항암신약개발사업단 설치
- 2012. 생물의약품생산실 신설
- 2014. 기술평가이전센터 발족
- 2018. 암단백유전체사업단 발족
- 2019. 암환자토탈헬스케어연구단,면역세포치료사업단 발족
- 2019. 암연구코어센터 발족
- 2020. 인공지능빅데이터암연구사업단 발족
- 2021. 희귀암연구사업단,입자치료연구사업단 발족

## 소개
연구소 중장기 목표
- 국립암센터 연구소는 공익적 핵심 암 융합 연구, 공익적 암 기반 연구, 전주기적 암관리 정책 연구, 공공 개방형 암 연구 인프라 운용 등 4대 중점 연구주제를 도출하여 부속병원, 국가암관리사업본부 등과 유기적인 협조체제를 구축하여 연구를 수행하고 있다. 특히 지금까지 축적된 기초연구성과를 바탕으로 이를 임상에 적용할 수 있는 중개 연구(translational research)에 역점을 두고 있다.

대외협력기관
- UICC(국제암연맹), IARC(국제암연구소), NCI(미국 국립암연구소), 일본국립암센터 등 주요 암 연구기관과 협력 협정 체결

주요 연구내용
- 국립암센터 연구사업은 정부출연금을 재원으로 2001년부터 시작한 공익적암연구사업과 외부기관의 위탁을 통해 이루어지는 수탁연구사업으로 구성되어 있다. 현재 공익적암연구사업 부문이 추진하고 있는 연구분야 및 주요 연구내용은 다음과 같다.

연구분야
- 공익적 핵심 암 융합 연구(Public Benefit)
  - 맞춤치료용 암진단 기술 개발
  - 희귀/난치암 연구
  - 국제적 다기관 임상시험
  - 표준치료권고안 개발

- 공익적 암 기반 연구(Public Basic Research)
  - 발암 및 암 전이 기전연구
  - 바이오 및 소분자 치료제 연구 개발
  - 이행성 바이오마커 발굴 연구
  - 암치료 신기술 연구 개발

- 전주기적 암관리 정책 연구(Cancer Control)
  - 국가 암 정책 연구
  - 암 관련 의료 서비스 평가 및 관리 연구
  - 암 예방, 검진, 완화의료 근거 탐색
  - 인구집단 기반 모니터링 및 중재 연구

- 공공 개방형 암 연구 인프라 운용(Open Infrastructure)
  - 암빅데이터 구축 및 운용
  - 임상연구 지원시스템 운용
  - 암 실험 동물 개발
  - 암연구 지원 코어랩 운용
  - 종양은행 네트워크 구축

우수성과100선 선정현황
| 순번 | 연도 | 분야명   | 성과명 | 연구자 | 소속기관   | 부청명     |
| ---- | ---- | -------- | --- | ------ | ---------- | ---------- |
| 1    | 2010 | 생명해양 | 단일 기관에서 경험한 암 환자에서 Tolvaptan의 효능 및 안전성에 대한 고찰                                      | 권병세 | 국립암센터 | 보건복지부 |
| 2    | 2011 | 생명해양 | 근거중심의 암환자 삶의 질 향상 및 질적관리를 위한 맞춤형 프로그램 개발                                       | 윤영호 | 국립암센터 | 보건복지부 |
| 3    | 2015 | 순수기초 | 진행성직장암 치료에서 수술전 항암화악방사선요법 후 복강경절제술의 안전성 및 유효성 세계 최초 증명            | 오재환 | 국립암센터 | 보건복지부 |
| 4    | 2016 | 순수기초 | 암유전체 빅데이터로부터 비정상 스플라이싱으로 인한 암 억제 유전자의 비활성화 원인 유전자 변이 세계 최초 규명 | 홍동환 | 국립암센터 | 보건복지부 |
| 5    | 2019 | 순수기초 | 위암 예방을 위한 헬리코박터 치료 연구                                                                        | 최일주 | 국립암센터 | 보건복지부 |

기관고유연구사업
- 공익적 핵심 암 융합 연구 : 맞춤치료용 암 진단 기술 개발, 희귀/난치암 연구, 국제적 다기관 임상시험, 표준진료권고안 개발
- 공익적 암 기반 연구 : 발암 및 암전이 기전연구, 바이오 및 소분자 치료제 연구 개발, 이행성 바이오마커 발굴 연구, 암치료 신기술 연구 개발
- 전주기적 암 관리 정책 연구 : 국가 암 정책 연구, 암 관련 의료 서비스 평가 및 관리 연구, 암 예방, 검진, 완화의료 근거 탐색, 인구집단 기반 모니터링 및 중재 연구
- 공공 개방형 암 연구 인프라 운용 : 암빅데이터 구축 및 운용, 임상연구 지원시스템 운용, 암 실험 동물 개발, 암연구 지원 코어랩 운용, 종양은행 네트워크 구축

암정복추진연구개발사업
- 암 공중보건 연구
  - 암 예방·검진·완화의료·의료서비스 분야의 과학적 근거 창출 연구
  - 암발생 위험을 감소시킬 수 있는 중재법 개발
  - 암관리사업 개선 방안 연구
  - 효과적 암진료정책 수립을 위한 근거 개발
  - 암빅데이터를 활용한 암 예방·관리 모델 및 정책 개발

- 연구자 주도 다기관 암 임상연구
  - 다학제적 접근을 통해 암 진단·치료 가이드라인을 개발 또는 변경할 수 있는 다기관 임상 연구
  - 진료현장의 미충족 수요에 부응하는 암예방·진단·치료 기술 개발
  - 항암제/수술/방사선 등이 결합된 병용치료법 개발 등 현재 활용되고 있는 암예방·진단·치료 기술의 개선연구
  - 다기관 암 임상연구 기반구축

- 차세대 정밀의료 선도연구
  - 암치료기술 선도연구
  - 단백체 기반 연구자 주도 임상연구
  - 암 발생·전이·내성기전 연구를 바탕으로 한 새로운 진단 및 치료법 개발을 위한 다학제적 중개연구

- 암정책·관리연구
  - 국가암관리계획 상의 실천과제 해결을 위한 근거 창출

- 지역암센터 연구지원
  - 지역암센터 중심의 지역특화 암 연구사업 활성화

## 조직
- 면역세포치료사업단
- 암단백유전체연구사업단
- 암환자토탈헬스케어연구단
- 인공지능빅데이터암연구사업단
- 암진료가이드라인사업단
- 연구기획팀
- 연구지원팀
- 기술평가이전센터

- 암연구코어센터
  - 실험동물운용팀
  - 유전체분석팀
  - 단백체분석팀
  - 생물정보분석팀
  - 의학통계분석팀
  - 동물분자영상팀
  - 유세포분석팀
  - 현미경영상팀

- 희귀난치암연구부
  - 희귀·소아암연구과
  - 표적치료연구과
  - 치료내성연구과
  - 종양면역연구과

- 임상연구부
  - 종양외과학연구과
  - 중재의학연구과
  - 암진단연구과
  - 암진료향상연구과

- 암생물학연구부
  - 암분자생물학연구과
  - 암전이연구과
  - 암발생연구과
  - 암미세환경연구과

- 융합기술연구부
  - 융합진단치료기술연구과
  - 의공학연구과
  - 방사선의학연구과
  - 분자영상연구과

- 암데이터과학연구부
  - 암빅데이터인공지능연구과
  - 생물정보연구과
  - 암역학연구과
  - 융합바이오통계연구과
  - 윤리법사회적합의연구과